# Уилер, Даниэл
Даниэл Уилер (1771—1840) — квакер-миссионер, мелиоратор Шушар и района Охты.
Приехал в Петербург по приглашению императора Александра I с семьёй. Он занимался осушением болот вокруг города.
На Шушарском кладбище, которое изначально было квакерским, захоронены родственники Д. Уилера. Сам же он был похоронен в Нью-Йорке, а на могиле написано что он из Шушар, что рядом с Петербургом.

## Биография
Даниэл Уилер, британский квакер, учитель и миссионер в России и южной части Тихого океана.
- 1771 г. Родился 27 ноября 1771 г. в Лондоне, Англия, у Вильяма и Сары Уилер.
- 1777 Его отец Уильям Уилер умирает.
- 1783 мичман, Королевский флот. Мать Сара Уилер скончалась.
- 1781—1796 Служил в армии.
- 1790 Присоединился к квакерам
- 1796 г. Осел в Вудхаусе Хандсворт около Шеффилда, начал торговлю семенами.
- 1798 Стал членом общины квакеров.
- 1809 Переехал на загородную ферму с семьёй сестры.
- 1816 Принят в качестве квакерского министра
- 1817 встретился с русским царем Александр I и стал управляющим императорских ферм в Охте под Санкт-Петербургом, Россия.
- 1818 22 июня 1818 года перевёз 20 членов своей семьи и других людей на его ферму в Шушары, Россия.
- 1818—1828, фермы Охта и Шушары, 3000 акров (12,14056927 км2) после осушения болот стали образцовыми фермами.
- 1828—1831 Визит в Англию: совершил миссионерское путешествие в Полинезию и Австралазию.
- 1831 Возвращение в Шушары, где 500 служащих работали под руководством его сына Уильяма.
- 1833 — уезжает из Лондона в «путешествие навстречу» в Австралию и на Тихий океан.
- 1835 — посещение островов Общества
- 1836 — посещение Гавайских островов
- 1838 — возвращение в Лондон из Тихоокеанского путешествия
- 1839 — Миссионерское путешествие по Северной Америке
- 1839 — Книжное издание журнала и писем с Тихого океана, опубликованное в Лондоне.
- 1840 Умер 12 июня 1840 года в Нью-Йорке после болезни во время морского путешествия в Америку. Похоронен на кладбище Friend’s cemetery на улице Орчард-стрит Нью-Йорк.
- 1835—1839 Письма опубликованы в журналах
- 1842 Мемуары, опубликованные его сыном

## Память
В 2014 году имя Даниэля Уилера дано Вилеровскому переулку в Шушарах, историческом районе, находящимся теперь в Санкт-Петербурге (59.811636, 30.360407).